# Bundesliga austriacka w piłce nożnej (2005/2006)
Bundesliga  2005/2006 (znana jako T-Mobile Bundesliga ze względów sponsorskich) była 95 edycją najwyższej klasy rozgrywkowej piłki nożnej na Austrii. 
Brało w nim udział 10 drużyn, które w okresie od 12 lipca 2005 do 13 maja 2006 rozegrały 36 kolejek meczów.
Obrońcą tytułu była drużyna Rapid Wiedeń. Mistrzostwo po raz dwudziesty trzeci w historii zdobyła drużyna Austria Wiedeń.

## Drużyny
| Uczestnicy poprzedniej edycji                                                                                 | Uczestnicy poprzedniej edycji | Uczestnicy poprzedniej edycji | Uczestnicy poprzedniej edycji |
| --- | ----------------------------- | ----------------------------- | ----------------------------- |
| RPD | Rapid Wiedeń                  | 1                             |                               |
| GAK | Grazer AK                     | 2                             |                               |
| AWI | Austria Wiedeń                | 3                             |                               |
| SVP | FC Pasching                   | 4                             |                               |
| MAT | SV Mattersburg                | 5                             |                               |
| WKR | Wacker Tirol                  | 6                             |                               |
| STR | Sturm Graz                    | 7                             |                               |
| ADM | Admira Wacker                 | 8                             |                               |
| SAL | Austria Salzburg              | 9                             |                               |
| Awans z I ligi                                                                                                |                               |                               |                               |
| RIE | SV Ried                       | 1                             |                               |
| Oznaczenia: - kolumna pierwsza – skróty nazw drużyn, - kolumna trzecia – miejsce zajęte w poprzednim sezonie. |                               |                               |                               |

## Tabela
| Lp. | Drużyna                   | M  | Z  | R  | P  | B+ | B- | +/– | Pkt | Kwalifikacja lub spadek                       |
| --- | ------------------------- | -- | -- | -- | -- | -- | -- | --- | --- | --------------------------------------------- |
| 1   | Austria Wiedeń (M, P)     | 36 | 19 | 10 | 7  | 51 | 33 | +18 | 67  | Liga Mistrzów UEFA • III runda kwalifikacyjna |
| 2   | Red Bull Salzburg         | 36 | 20 | 3  | 13 | 62 | 42 | +20 | 63  | Liga Mistrzów UEFA • II runda kwalifikacyjna  |
| 3   | Pasching                  | 36 | 16 | 10 | 10 | 43 | 32 | +11 | 58  | Puchar UEFA • I runda kwalifikacyjna          |
| 4   | SV Ried                   | 36 | 13 | 13 | 10 | 48 | 47 | +1  | 52  | Puchar Intertoto UEFA (2006)                  |
| 5   | Rapid Wiedeń              | 36 | 13 | 10 | 13 | 51 | 41 | +10 | 49  |                                               |
| 6   | Grazer AK                 | 36 | 13 | 6  | 17 | 47 | 48 | −1  | 45  |                                               |
| 7   | SV Mattersburg            | 36 | 12 | 8  | 16 | 40 | 54 | −14 | 44  | Puchar UEFA • II runda kwalifikacyjna         |
| 8   | Sturm Graz                | 36 | 10 | 12 | 14 | 44 | 51 | −7  | 42  |                                               |
| 9   | Wacker Tirol              | 36 | 10 | 12 | 14 | 44 | 55 | −11 | 42  |                                               |
| 10  | Admira Wacker Mödling (S) | 36 | 9  | 6  | 21 | 42 | 69 | −27 | 33  | spadek do 1. Ligi austriackiej                |

1. ↑  Austria Salzburg pod koniec sezonu 2004/05 zmianiła nazwę na FC RB Salzburg ze względu na nowego głównego sponsora[3].
2. ↑  SV Mattersburg zakwalifikował się do Puchar UEFA jako finalista Pucharu Austrii.

## Wyniki
| Gospodarz \ Gość      | ADM | AWI | GAK | MAT | PAS | RWI | RBS | RIE | STU | TIR | ADM | AWI | GAK | MAT | PAS | RWI | RBS | RIE | STU | TIR |
| --------------------- | --- | --- | --- | --- | --- | --- | --- | --- | --- | --- | --- | --- | --- | --- | --- | --- | --- | --- | --- | --- |
| Admira Wacker Mödling |     | 1–2 | 1–2 | 1–2 | 1–2 | 1–1 | 0–4 | 2–2 | 2–3 | 5–2 |     | 0–1 | 2–0 | 0–1 | 2–1 | 2–1 | 0–3 | 0–0 | 2–0 | 1–1 |
| Austria Wiedeń        | 2–1 |     | 3–2 | 3–0 | 0–2 | 0–2 | 2–0 | 2–0 | 2–1 | 0–0 | 4–4 |     | 2–1 | 1–0 | 1–1 | 3–1 | 2–2 | 3–0 | 0–0 | 2–1 |
| Grazer AK             | 4–1 | 1–0 |     | 1–0 | 0–0 | 1–1 | 3–1 | 2–2 | 2–0 | 1–1 | 3–0 | 0–0 |     | 3–0 | 1–2 | 3–1 | 3–1 | 1–4 | 2–3 | 0–1 |
| SV Mattersburg        | 3–1 | 1–2 | 3–1 |     | 0–0 | 0–0 | 0–1 | 4–3 | 1–1 | 0–0 | 3–2 | 0–2 | 1–0 |     | 1–2 | 0–0 | 2–1 | 3–1 | 1–1 | 2–2 |
| Pasching              | 5–0 | 0–1 | 1–0 | 2–0 |     | 2–0 | 1–0 | 0–0 | 2–2 | 2–3 | 0–3 | 2–0 | 1–0 | 2–0 |     | 1–0 | 0–0 | 0–1 | 3–1 | 1–1 |
| Rapid Wiedeń          | 0–1 | 3–1 | 3–2 | 1–2 | 2–0 |     | 2–3 | 2–2 | 2–3 | 2–0 | 0–1 | 0–3 | 2–0 | 2–0 | 3–1 |     | 0–1 | 6–0 | 3–1 | 2–1 |
| Red Bull Salzburg     | 3–2 | 1–0 | 1–0 | 4–0 | 1–0 | 0–2 |     | 2–0 | 3–0 | 2–0 | 0–1 | 3–0 | 5–0 | 3–1 | 1–2 | 2–0 |     | 3–0 | 3–2 | 5–2 |
| SV Ried               | 4–0 | 0–0 | 2–1 | 3–2 | 0–0 | 2–2 | 3–0 |     | 2–1 | 0–0 | 2–0 | 0–0 | 2–1 | 2–2 | 1–2 | 0–0 | 2–1 |     | 2–0 | 3–0 |
| Sturm Graz            | 2–1 | 0–0 | 0–2 | 0–2 | 2–0 | 2–2 | 0–0 | 3–1 |     | 0–0 | 1–1 | 1–3 | 0–0 | 0–1 | 1–1 | 0–0 | 4–0 | 1–0 |     | 2–3 |
| Wacker Tirol          | 1–0 | 2–2 | 0–1 | 4–2 | 2–2 | 0–3 | 3–0 | 1–1 | 0–2 |     | 4–0 | 0–2 | 1–3 | 2–0 | 1–0 | 0–0 | 3–2 | 0–1 | 2–4 |     |

## Najlepsi strzelcy
| Bramki | Strzelcy           | Drużyna                |
| ------ | ------------------ | ---------------------- |
| 15     | Sanel Kuljić       | SV Ried                |
| 15     | Roland Linz        | Austria Wiedeń         |
| 11     | Mario Bazina       | Grazer AK/Rapid Wiedeń |
| 11     | Marc Janko         | Red Bull Salzburg      |
| 11     | Marek Kincl        | Rapid Wiedeń           |
| 11     | Michael Mörz       | SV Mattersburg         |
| 9      | Muhammet Akagündüz | Rapid Wiedeń           |
| 9      | Iłczo Naumoski     | SV Mattersburg         |
| 9      | Olivier Nzuzi      | Sturm Graz             |
| 9      | Thomas Pichlmann   | Pasching               |
| 9      | Sigurd Rushfeldt   | Austria Wiedeń         |
| 9      | Alexander Zickler  | Red Bull Salzburg      |

Źródło: .

## Stadiony
| Admira Wacker Mödling  |
| ---------------------- |
| Bundesstadion Südstadt |
| 12 000                 |
|                        |

| Austria Salzburg |
| ---------------- |
| Red Bull Arena   |
| 18 200           |
|                  |

| Austria Wiedeń     |
| ------------------ |
| Franz Horr Stadion |
| 17 500             |
|                    |

| Grazer AK Sturm Graz  |
| --------------------- |
| Stadion Graz-Liebenau |
| 16 364                |
|                       |

| SV Mattersburg |
| -------------- |
| Pappelstadion  |
| 15 100         |
|                |

| Pasching    |
| ----------- |
| Waldstadion |
| 6 009       |
|             |

| Rapid Wiedeń            |
| ----------------------- |
| Gerhard Hanappi Stadion |
| 18 442                  |
|                         |

| SV Ried                |
| ---------------------- |
| Fill Metallbau Stadion |
| 7 680                  |
|                        |

| Wacker Tirol      |
| ----------------- |
| Tivoli Neu        |
| Pojemność: 16 008 |
|                   |

Źródło: .